# Côn Lôn, Tuyên Quang
Côn Lôn là một xã vùng cao thuộc tỉnh Tuyên Quang, Việt Nam.

## Địa lý
Xã Côn Lôn có vị trí địa lý:
- Phía đông giáp xã Thượng Nông
- Phía tây và bắc giáp xã Sinh Long
- Phía nam giáp xã Yên Hoa.

## Dân số
Có khoảng hơn trăm hộ dân sinh sống bao gồm các dân tộc Tày, Dao, Mông,... xã cách thị trấn Na Hang  50 km đường bê tông và 7 km đường đất mới vào đến trung tâm xã.